# Guineu voladora de les illes Nicobar
La guineu voladora de les illes Nicobar (Pteropus faunulus) és una espècie de ratpenat de la família dels pteropòdids. És endèmica de les illes Nicobar (Índia). El seu hàbitat natural són els boscos perennifolis, on s'alimenta principalment dels fruits de plantes del gènere Bombax. Està amenaçada per la caça i la desforestació.